# تشيك غانون
تشيك غانون (بالإنجليزية: Chick Gagnon)‏ هو لاعب كرة قاعدة أمريكي، ولد في 27 سبتمبر 1897 في ميلبوري في الولايات المتحدة، وتوفي في 30 أبريل 1970 في ويلمنغتون في الولايات المتحدة.

## وصلات خارجية
- تشيك غانون على موقعبيزبول رفرنس.كوم (الدوري الرئيسي) (الإنجليزية)
- تشيك غانون على موقعبيزبول رفرنس.كوم (الدوري الثانوي) (الإنجليزية)